# Rugby-League-Weltmeisterschaft 2017/Intergruppenspiele
Während der Rugby-League-Weltmeisterschaft 2017 finden drei sogenannte Intergruppenspiele zwischen Mannschaften aus den Gruppen C und D statt. Die Spiele finden zwischen dem 29. Oktober und dem 12. November statt.

## Spiele

### Irland – Italien
| 29. Oktober 16:10 | Irland | 36 : 12        | Italien                                                                    | Barlow Park, Cairns Zuschauer: 9.216 Schiedsrichter: Steve Chiddy |
| 29. Oktober 16:10 | Versuche: Kay 3. erh., 30. erh. King 10. erh. Amor 55. erh. Morgan 60. erh. McCarthy-Scarsbrook 79. n.erh. Erhöhungen: Finn (5/6) Straftritte: Finn (1/1) 18. | (20:6) Bericht | Versuche: Castellaro 38. erh. Milone 47. erh. Erhöhungen: Mantellato (2/2) | Barlow Park, Cairns Zuschauer: 9.216 Schiedsrichter: Steve Chiddy |

| 01                 | Scott Grix                |
| 02                 | Shannon McDonnell         |
| 03                 | Ed Chamberlain            |
| 04                 | Michael Morgan            |
| 05                 | Liam Kay                  |
| 06                 | Api Pewhairangi           |
| 07                 | Liam Finn                 |
| 08                 | Brad Singleton            |
| 09                 | Michael McIlorum          |
| 10                 | Kyle Amor                 |
| 11                 | Louie McCarthy-Scarsbrook |
| 12                 | Oliver Roberts            |
| 13                 | George King               |
| Auswechselspieler: |                           |
| 14                 | Tyrone McCarthy           |
| 15                 | James Hasson              |
| 16                 | Joe Philbin               |
| 17                 | Anthony Mullally          |

| 01                 | James Tedesco     |
| 02                 | Mason Cerruto     |
| 03                 | Justin Castellaro |
| 04                 | Nathan Milone     |
| 05                 | Josh Mantellato   |
| 09                 | Ryan Ghietti      |
| 07                 | Jack Johns        |
| 08                 | Paul Vaughan      |
| 14                 | Colin Wilkie      |
| 10                 | Daniel Alvaro     |
| 11                 | Joel Riethmuller  |
| 12                 | Mark Minichiello  |
| 13                 | Nathan Brown      |
| Auswechselspieler: |                   |
| 15                 | Brendan Santi     |
| 16                 | Shannon Wakeman   |
| 17                 | Jayden Walker     |
| 18                 | Joey Tramontana   |

### Fidschi – Wales
| 5. November 18:30 | Fidschi | 72 : 6         | Wales                                               | Townsville Stadium, Townsville Zuschauer: 7.732 Schiedsrichter: Chris Kendall |
| 5. November 18:30 | Versuche: Vunakece 6. erh. Vunivalu 14. n.erh., 51. erh., 61. n.erh. Raiwalui 16. erh. Kikau 22. erh., 40. erh. Fainga’a 27. erh. Milne 31. n.erh., 56. n.erh. Montoya 33. n.erh. Hayne 42. erh. Lovodua 65. erh. Nakubuwai 70. n.erh. Erhöhungen: Koroisau (4/7) Milne (3/5) Vunivalu (1/2) | (42:6) Bericht | Versuche: Knowles 11. erh. Erhöhungen: Davies (1/1) | Townsville Stadium, Townsville Zuschauer: 7.732 Schiedsrichter: Chris Kendall |

| 01                 | Kevin Naiqama          |
| 02                 | Suliasi Vunivalu       |
| 03                 | Taane Milne            |
| 04                 | Akuila Uate            |
| 05                 | Marcelo Montoya        |
| 06                 | Jarryd Hayne           |
| 07                 | Henry Raiwalui         |
| 08                 | Ashton Sims            |
| 09                 | Apisai Koroisau        |
| 10                 | Eloni Vunakece         |
| 11                 | Viliame Kikau          |
| 12                 | Salesi Junior Fainga’a |
| 13                 | Tui Kamikamica         |
| Auswechselspieler: |                        |
| 14                 | Joe Lovodua            |
| 15                 | Jacob Saifiti          |
| 16                 | Junior Roqica          |
| 17                 | Ben Nakubuwai          |

| 01                 | Elliot Kear      |
| 02                 | Rhys Williams    |
| 03                 | Michael Channing |
| 04                 | Christiaan Roets |
| 05                 | Regan Grace      |
| 06                 | Courtney Davies  |
| 17                 | Dalton Grant     |
| 08                 | Craig Kopczak    |
| 09                 | Steve Parry      |
| 10                 | Phil Joseph      |
| 11                 | Rhodri Lloyd     |
| 12                 | Joe Burke        |
| 13                 | Morgan Knowles   |
| Auswechselspieler: |                  |
| 07                 | Danny Ansell     |
| 14                 | Matty Fozard     |
| 15                 | Matt Barron      |
| 16                 | Ben Evans        |

### Papua-Neuguinea – USA
| 12. November 15:00 | Papua-Neuguinea | 64 : 0         | Vereinigte Staaten | Lloyd Robson Oval, Port Moresby Zuschauer: 14.800 Schiedsrichter: Adam Gee |
| 12. November 15:00 | Versuche: Lam 8. erh., 16. erh. Olam 12. n.erh., 66. erh., 75. erh. Segeyaro 14. erh. Griffin 25. erh. Amean 39. erh. Mead 42. erh. Boas 60. erh. Macdonald 63. erh. Erhöhungen: Martin (10/11) | (34:0) Bericht |                    | Lloyd Robson Oval, Port Moresby Zuschauer: 14.800 Schiedsrichter: Adam Gee |

| 01                 | David Mead      |
| 02                 | Justin Olam     |
| 03                 | Kato Ottio      |
| 04                 | Nene Macdonald  |
| 05                 | Garry Lo        |
| 06                 | Lachlan Lam     |
| 07                 | Watson Boas     |
| 08                 | Moses Meninga   |
| 09                 | James Segeyaro  |
| 10                 | Luke Page       |
| 11                 | Rhyse Martin    |
| 18                 | Rod Griffin     |
| 13                 | Paul Aiton      |
| Auswechselspieler: |                 |
| 14                 | Kurt Baptiste   |
| 15                 | Stargroth Amean |
| 16                 | Nixon Put       |
| 17                 | Thompson Teteh  |

| 01                 | Corey Makelim          |
| 02                 | Ryan Burroughs         |
| 03                 | Junior Vaivai          |
| 17                 | Gabriel Farley         |
| 05                 | Bureta Faraimo         |
| 06                 | Kristian Freed         |
| 07                 | Tui Samoa              |
| 08                 | Eddy Pettybourne       |
| 09                 | David Marando          |
| 10                 | Mark Offerdahl         |
| 11                 | Daniel Howard          |
| 12                 | Joe Eichner            |
| 18                 | Stephen Howard         |
| Auswechselspieler: |                        |
| 14                 | Sam Tochterman-Talbott |
| 16                 | Martwain Johnston      |
| 20                 | David Ulch             |
| 21                 | Josh Rice              |